# Avancis
AVANCIS GmbH & Co. KG — один из крупнейших производителей солнечных батарей по CIS-технологии (медно-индиевый диселенид) в Германии. Компания является совместным предприятием «Shell Erneuerbare Energien GmbH» (подразделения концерна «Royal Dutch Shell», занимающегося солнечной энергетикой) и «Saint-Gobain Glass Deutschland GmbH», немецкого отделения «Saint-Gobain S.A.».